# Campionato sudamericano per club 2024 (pallavolo maschile)
Il campionato sudamericano per club 2024, 15ª edizione del campionato sudamericano per club di pallavolo maschile, si è svolto dal 12 al 16 febbraio 2024 a Blumenau, in Brasile: al torneo hanno partecipato nove squadre di club sudamericane e la vittoria finale è andata per la decima volta, l'ottava consecutiva, al Sada.

## Impianti
|                                                                                       |  |  |
|                                                                                       |  |  |
| Ginásio de esportes Sebastião Cruz Città: Blumenau Capienza: 3 064 Anno d'apertura: - |  |  |

## Regolamento

### Formula
La formula ha previsto:
- Fase a gironi, disputata con girone all'italiana: le prime classificate di ogni girone e la migliore seconda classificata hanno acceduto alla fase finale per il primo posto, le due peggiori seconde classificate hanno acceduto alla finale per il quinto posto, mentre le due migliori ultime classificate hanno acceduto alla finale per il settimo posto.
- Fase finale, disputata con:
  - Finale per il settimo posto.
  - Finale per il quinto posto.
  - Semifinali, finale per il terzo posto e finale.

### Criteri di classifica
Se il risultato finale è stato di 3-0 o 3-1 sono stati assegnati 3 punti alla squadra vincente e 0 a quella sconfitta, se il risultato finale è stato di 3-2 sono stati assegnati 2 punti alla squadra vincente e 1 a quella sconfitta.
L'ordine del posizionamento in classifica è stato definito in base a:
- Punti;
- Numero di partite vinte;
- Ratio dei set vinti/persi;
- Ratio dei punti realizzati/subiti.

## Squadre partecipanti
| Squadra         | Qualificazione                                   |
| --------------- | ------------------------------------------------ |
| Ciudad          | Vincitrice Liga Argentina de Voleibol 2022-23    |
| Policial        | Vincitrice Supercoppa argentina 2023             |
| Monteros        | 3ª in Liga Argentina de Voleibol 2022-23         |
| Olympic         | Vincitrice Super Liga Boliviana de Voleibol 2023 |
| Amigos do Vôlei | 2ª in Superliga Série A 2022-23                  |
| APAN            | Squadra organizzatrice                           |
| Sada            | Vincitrice Superliga Série A 2022-23             |
| Vamos Peerless  | Vincitrice Liga Nacional Superior 2023           |
| CDV             | Vincitrice Super Liga Uruguaya de Voleibol 2023  |

## Torneo

### Fase a gironi
| Girone A | Girone B        | Girone C       |
| -------- | --------------- | -------------- |
| Monteros | Policial        | Ciudad         |
| Olympic  | Amigos do Vôlei | APAN           |
| Sada     | CDV             | Vamos Peerless |

#### Girone A

##### Risultati
| 12 febbraio 2024 Ginásio Sebastião Cruz, Blumenau Durata: ? - Spettatori: ? | Sada     | 3 - 0 | Olympic  | 25-9, 25-13, 25-15  |
| 13 febbraio 2024 Ginásio Sebastião Cruz, Blumenau Durata: ? - Spettatori: ? | Sada     | 3 - 0 | Monteros | 25-18, 25-10, 25-18 |
| 14 febbraio 2024 Ginásio Sebastião Cruz, Blumenau Durata: ? - Spettatori: ? | Monteros | 3 - 0 | Olympic  | 25-18, 25-16, 25-14 |

##### Classifica
| Pos. | Squadra  | Pt | G | V | P | SV | SP | Ratio | PF  | PS  | Ratio |
| ---- | -------- | -- | - | - | - | -- | -- | ----- | --- | --- | ----- |
| 1.   | Sada     | 6  | 2 | 2 | 0 | 6  | 0  | MAX   | 150 | 83  | 1,807 |
| 2.   | Monteros | 3  | 2 | 1 | 1 | 3  | 3  | 1,000 | 121 | 123 | 0,983 |
| 3.   | Olympic  | 0  | 2 | 0 | 2 | 0  | 6  | 0,000 | 85  | 150 | 0,566 |

      Qualificata alle semifinali per il primo posto.
      Qualificata alla finale per il quinto posto.

#### Girone B

##### Risultati
| 12 febbraio 2024 Ginásio Sebastião Cruz, Blumenau Durata: ? - Spettatori: ? | Amigos do Vôlei | 3 - 0 | CDV      | 25-13, 25-10, 25-21 |
| 13 febbraio 2024 Ginásio Sebastião Cruz, Blumenau Durata: ? - Spettatori: ? | Amigos do Vôlei | 3 - 0 | Policial | 25-17, 25-17, 25-23 |
| 14 febbraio 2024 Ginásio Sebastião Cruz, Blumenau Durata: ? - Spettatori: ? | CDV             | 0 - 3 | Policial | 17-25, 15-25, 11-25 |

##### Classifica
| Pos. | Squadra         | Pt | G | V | P | SV | SP | Ratio | PF  | PS  | Ratio |
| ---- | --------------- | -- | - | - | - | -- | -- | ----- | --- | --- | ----- |
| 1.   | Amigos do Vôlei | 6  | 2 | 2 | 0 | 6  | 0  | MAX   | 150 | 101 | 1,485 |
| 2.   | Policial        | 3  | 2 | 1 | 1 | 3  | 3  | 1,000 | 132 | 118 | 1,118 |
| 3.   | CDV             | 0  | 2 | 0 | 2 | 0  | 6  | 0,000 | 87  | 150 | 0,580 |

      Qualificata alle semifinali per il primo posto.
      Qualificata alla finale per il quinto posto.
      Qualificata alla finale per il settimo posto.

#### Girone C

##### Risultati
| 12 febbraio 2024 Ginásio Sebastião Cruz, Blumenau Durata: ? - Spettatori: ? | APAN   | 3 - 0 | Vamos Peerless | 25-21, 25-21, 25-21               |
| 13 febbraio 2024 Ginásio Sebastião Cruz, Blumenau Durata: ? - Spettatori: ? | Ciudad | 3 - 0 | Vamos Peerless | 25-18, 25-14, 25-20               |
| 14 febbraio 2024 Ginásio Sebastião Cruz, Blumenau Durata: ? - Spettatori: ? | APAN   | 2 - 3 | Ciudad         | 22-25, 25-21, 16-25, 28-26, 14-16 |

##### Classifica
| Pos. | Squadra        | Pt | G | V | P | SV | SP | Ratio | PF  | PS  | Ratio |
| ---- | -------------- | -- | - | - | - | -- | -- | ----- | --- | --- | ----- |
| 1.   | Ciudad         | 5  | 2 | 2 | 0 | 6  | 2  | 3,000 | 188 | 157 | 1,197 |
| 2.   | APAN           | 4  | 2 | 1 | 1 | 5  | 3  | 1,666 | 180 | 176 | 1,022 |
| 3.   | Vamos Peerless | 0  | 2 | 0 | 2 | 0  | 6  | 0,000 | 115 | 150 | 0,766 |

      Qualificata alle semifinali per il primo posto.
      Qualificata alla finale per il settimo posto.

### Fase finale

#### Finale 1º e 3º posto
|  | Semifinali | Semifinali      | Semifinali |        |    | Finale          | Finale          | Finale          |  |
|  |            |                 |            |        |    |                 |                 |                 |  |
|  | 1A         | Sada            | 3          |        |    |                 |                 |                 |  |
|  | 1A         | Sada            | 3          |        |    |                 |                 |                 |  |
|  | 2C         | APAN            | 0          |        |    |                 |                 |                 |  |
|  | 2C         | APAN            | 0          |        | 1A | Sada            | 3               |                 |  |
|  |            |                 |            |        | 1A | Sada            | 3               |                 |  |
|  |            |                 | 1C         | Ciudad | 0  |                 |                 |                 |  |
|  | 1B         | Amigos do Vôlei | 1C         | Ciudad | 0  | 1               |                 |                 |  |
|  | 1B         | Amigos do Vôlei |            |        |    | 1               |                 |                 |  |
|  | 1C         | Ciudad          | 3          |        |    | Finale 3º posto | Finale 3º posto | Finale 3º posto |  |
|  | 1C         | Ciudad          | 3          |        |    |                 |                 |                 |  |
|  |            |                 |            |        |    |                 |                 |                 |  |
|  |            |                 |            |        |    | 2C              | APAN            | 1               |  |
|  |            |                 |            |        |    | 2C              | APAN            | 1               |  |
|  |            |                 |            |        |    | 1B              | Amigos do Vôlei | 3               |  |

##### Semifinali
| 15 febbraio 2024 Ginásio Sebastião Cruz, Blumenau Durata: ? - Spettatori: ? | Sada            | 3 - 0 | APAN   | 25-18, 25-19, 25-15        |
| 15 febbraio 2024 Ginásio Sebastião Cruz, Blumenau Durata: ? - Spettatori: ? | Amigos do Vôlei | 1 - 3 | Ciudad | 38-40, 25-19, 22-25, 24-26 |

##### Finale 3º posto
| 16 febbraio 2024 Ginásio Sebastião Cruz, Blumenau Durata: ? - Spettatori: ? | APAN | 1 - 3 | Amigos do Vôlei | 17-25, 21-25, 25-22, 14-25 |

##### Finale
| 16 febbraio 2024 Ginásio Sebastião Cruz, Blumenau Durata: ? - Spettatori: ? | Sada | 3 - 0 | Ciudad | 25-16, 25-11, 25-13 |

#### Finale 5º posto
| 15 febbraio 2024 Ginásio Sebastião Cruz, Blumenau Durata: ? - Spettatori: ? | Monteros | 0 - 3 | Policial | 22-25, 20-25, 16-25 |

#### Finale 7º posto
| 15 febbraio 2024 Ginásio Sebastião Cruz, Blumenau Durata: ? - Spettatori: ? | Vamos Peerless | 3 - 0 | CDV | 25-21, 25-17, 25-20 |

## Classifica finale
| Pos | Squadre         | Qualificazione                    |
| --- | --------------- | --------------------------------- |
|     | Sada            | Campionato mondiale per club 2024 |
|     | Ciudad          | Campionato mondiale per club 2024 |
|     | Amigos do Vôlei |                                   |
| 4   | APAN            |                                   |
| 5   | Policial        |                                   |
| 6   | Monteros        |                                   |
| 7   | Vamos Peerless  |                                   |
| 8   | CDV             |                                   |
| 9   | Olympic         |                                   |

## Premi individuali
| Premio                | Nome                | Squadra         |
| --------------------- | ------------------- | --------------- |
| MVP                   | Miguel Ángel López  | Sada            |
| Miglior palleggiatore | Gaspar Bitar        | Ciudad          |
| Miglior opposto       | Wallace de Souza    | Sada            |
| Miglior schiacciatore | Miguel Ángel López  | Sada            |
| Miglior schiacciatore | Facundo Conte       | Ciudad          |
| Miglior centrale      | Otávio Pinto        | Sada            |
| Miglior centrale      | Lucas Barreto       | Amigos do Vôlei |
| Miglior libero        | Rogério de Carvalho | Amigos do Vôlei |